# Contea di Gadê
La contea di Gadê (甘德县S, Gāndé XiànP) è una contea della Cina, situata nella provincia di Qinghai e amministrata dalla prefettura autonoma tibetana di Golog.